# Distretto di Gramsh
Il distretto di Gramsh (in albanese: Rrethi i Gramshit) era uno dei 36 distretti amministrativi dell'Albania.
La riforma amministrativa del 2015 ha ricompreso il territorio dell'ex distretto nel comune di Gramsh, accorpando a questo 9 comuni.

## Geografia antropica

### Suddivisioni amministrative
Il distretto comprendeva un comune urbano e 9 comuni rurali.

#### Comuni urbani
- Gramsh

#### Comuni rurali
- Kodovjat (Kokovjat)
- Kukur
- Kushovë
- Lenie
- Pishaj
- Poroçan
- Skënderbegas (Skenderbeg, Skëndërbej)
- Sult
- Tunjë